# Passiflora spicata
Passiflora spicata är en passionsblomsväxtart som beskrevs av Maxwell Tylden Masters. Passiflora spicata ingår i släktet passionsblommor, och familjen passionsblomsväxter. Inga underarter finns listade i Catalogue of Life.